# Radiowo (stacja kolejowa)
Radiowo – towarowa, zdawczo-odbiorcza stacja kolejowa zlokalizowana na terenie Warszawy (osiedle Radiowo, dzielnica Bielany), jako ostatnia na linii nr 938 z Warszawy Jelonek, przed wjazdem na teren Huty Warszawa.

## Historia

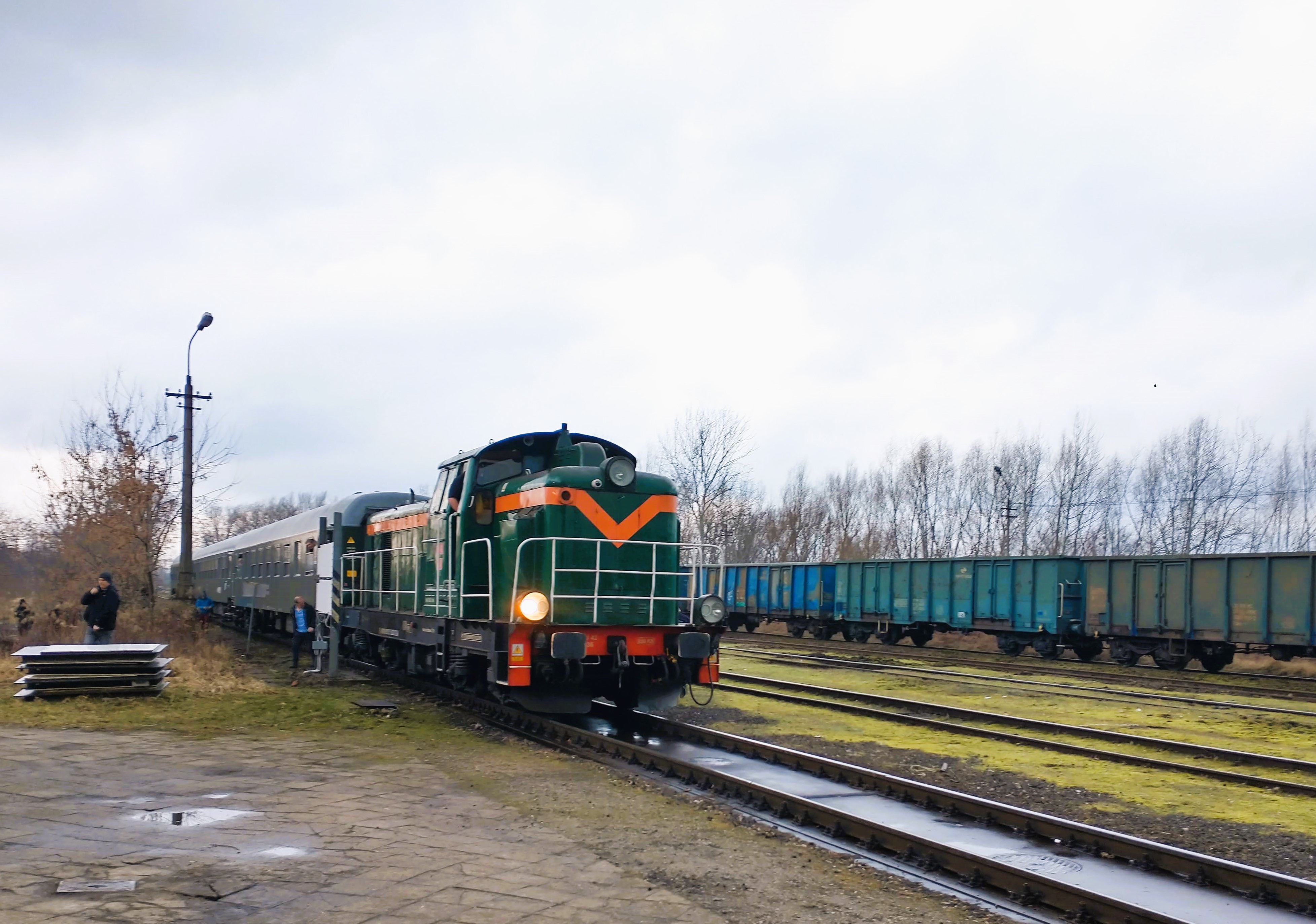
Torowiska stacyjne

Stacja powstała w latach 1951-1952 (otwarto ją w końcu 1952). Została zbudowana przez Polskie Przedsiębiorstwo Robót Kolejowych nr 7 na kilometrze 9,154, bezpośrednio przed bramą wjazdową do huty. Do 1960 na terenie zakładu powstała sieć torowisk wewnętrznych o łącznej długości około 20 km wraz z wewnętrzną, czterotorową stacją Buraków. Na stacji Radiowo zbudowano budynek stacyjny, pięć torów, nastawnię główną A (od strony stacji Warszawa Jelonki, potem rozebraną) i nastawnię wykonawczą B (od strony huty, obecnie dysponującą). Wybudowano też stację Buraków z czterema torami i budynkiem stacyjnym. W 1976 wykonano dodatkowy tor bocznicowy z kilkoma rozgałęzieniami do wschodniej strony osiedla Placówka, gdzie został wyznaczony teren pod budowę Centrozłomu.
W 1988 stacja miała sześć torów o następujących długościach: tor 1 – 604 m, tor 2 – 580 m, tor 3 – 574 m, tor 4 – 480 m, tor 5 – 150 m (wyciągowy, potem rozebrany), tor 6 – 464 m. Wjazd na stację od strony Warszawy osłaniał semafor kształtowy dwustawny i tarcza ostrzegawcza (potem rozebrane). Tor nr 1 wchodził na teren huty główną bramą kolejową nr 1 przy ulicy Wólczyńskiej. Zaraz za bramą skręcał w na północ. Na całej jego długości (około 2,2 km) odchodziły od niego bocznice do różnych jednostek huty (hal, magazynów, czy składowisk). W obrębie stacji zbudowano wagę wagonową, na której ważono głównie wagony z walcowni (dwie inne wagi posadowiono na terenie huty, w tym jedną na stacji Buraków).
Stację (do strony Jelonek) obsługiwał tabor PKP (czasem w trakcji podwójnej), a w stronę huty, tabor zakładowy (w nielicznych przypadkach awaryjnych, całą linię obsługiwał tabor huty).
W marcu 1973 doszło na stacji do kolizji: pociąg z parowozem TKp 5051, jadący po torze nr 1 do huty uderzył w śmieciarkę marki Škoda, zwożącą odpady z różnych części zakładu. Ofiar śmiertelnych nie było.